# Monttea chilensis
Monttea chilensis là một loài thực vật có hoa trong họ Mã đề. Loài này được Claude Gay (Claudio Gay) mô tả khoa học đầu tiên năm 1849.

## Phân bố
Loài này có tập trung số lượng lớn tại miền trung Chile.

## Phân loài, thứ
- Monttea chilensis var. taltalensis Reiche, 1911[5][6]